# Erythroxylum rosuliferum
Erythroxylum rosuliferum är en tvåhjärtbladig växtart som beskrevs av Otto Eugen Schulz. Erythroxylum rosuliferum ingår i släktet Erythroxylum och familjen Erythroxylaceae. Inga underarter finns listade i Catalogue of Life.